# Unbefleckte Empfängnis (Raszów)

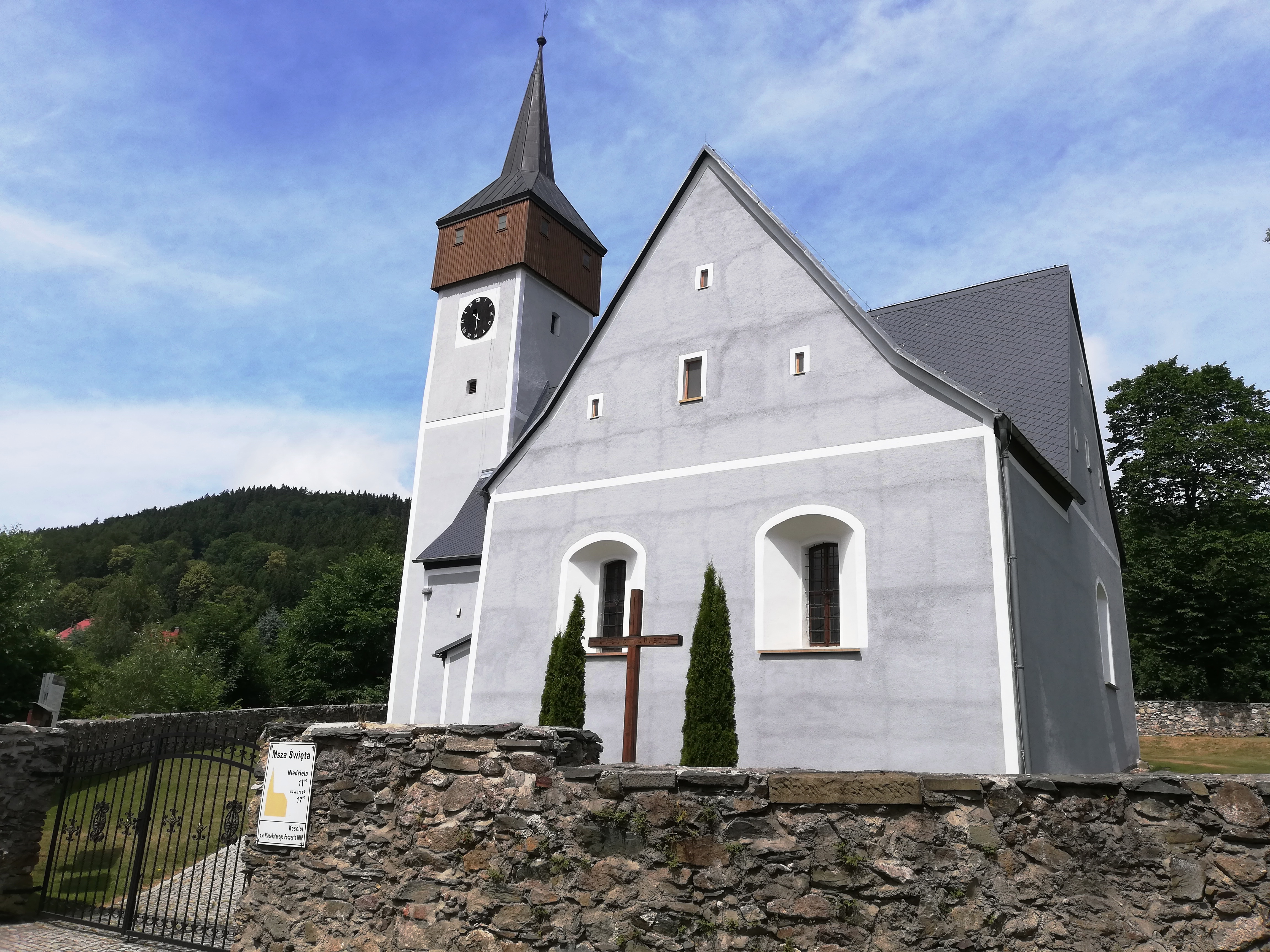
Raszów, Unbefleckte Empfängnis

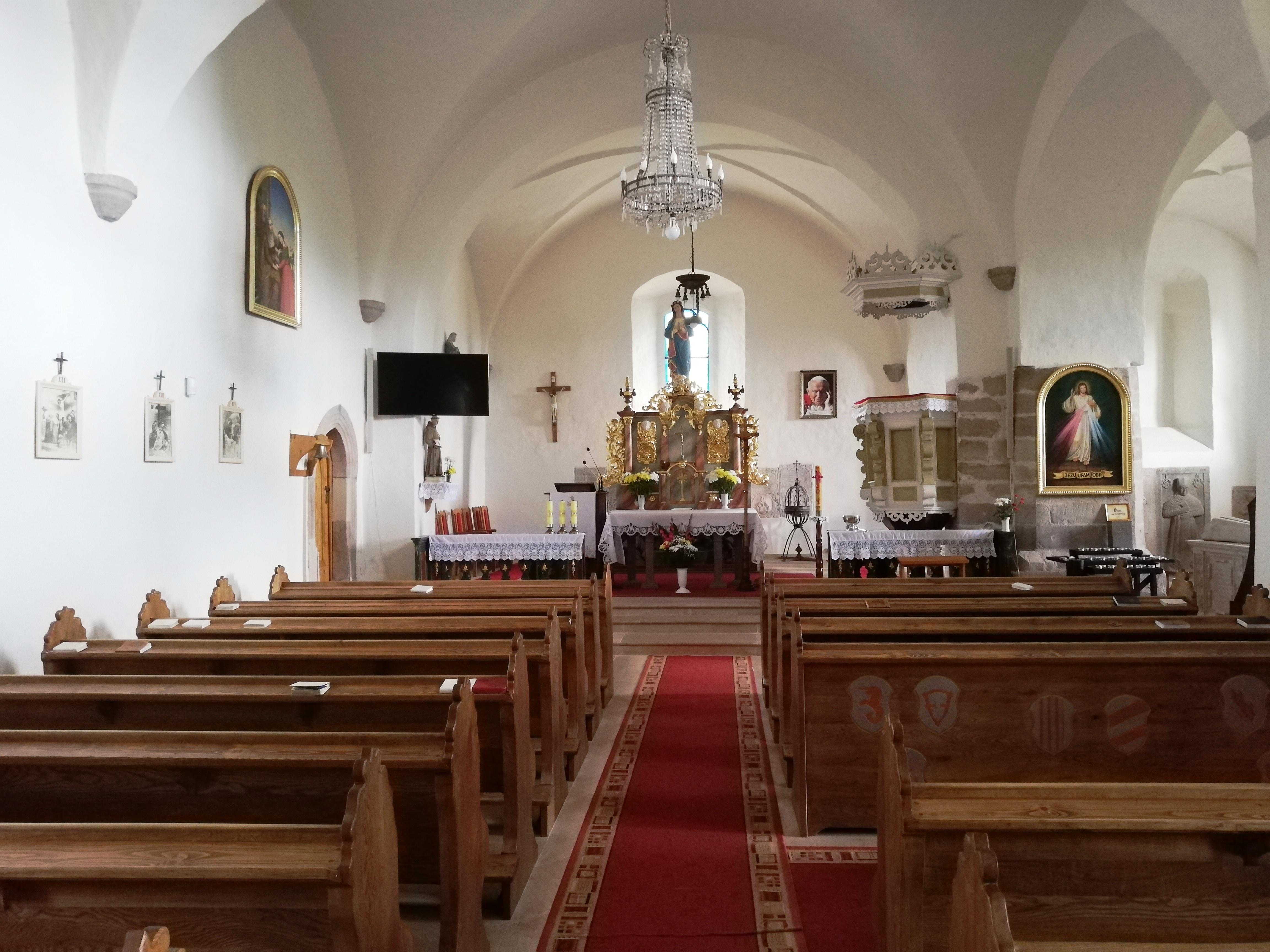
Innenansicht

Die römisch-katholische Kirche der Unbefleckten Empfängnis ist eine Filialkirche in Raszów (deutsch Reußendorf), heute Stadtteil von Kamienna Góra (Landeshut), in der Woiwodschaft Niederschlesien in Polen. Die Grabkapelle wird als ein Leitobjekt der Baukunst Schlesiens bezeichnet.
Die gotische Kirche stammt in ihrer heutigen Form aus der zweiten Hälfte des 15. Jahrhunderts. Sie ist Filialkirche der Pfarrkirche von Pisarzowice. Hans Schof der Ältere, genannt Gottsche, Patron der Kirche, ließ bereits 1538 einen evangelischen Gottesdienst unter Leitung des Pastors Jeremias Gottwald feiern. Hansens Erbe Hans Schof der Jüngere entwickelte den Plan, an der Südseite der Kirche eine zweijochige, zur Kirche geöffnete Grabkapelle anzubauen. Diese wurde erst 1575, nach Tod Hans des Jüngeren, fertiggestellt und gilt als eines der bedeutendsten Adelsmausoleen in Schlesien.
Während der Gegenreformation musste die Kirche an die römisch-katholische Kirche zurückgegeben werden, obwohl nur eine Familie im Dorf katholisch war. Die evangelischen Bewohner konnten später die Gnadenkirche Zur Heiligen Dreifaltigkeit in Landeshut besuchen.

## Grabkapelle
Die südliche und die östliche Wand der Kapelle sind mit insgesamt 13 Grabplatten mit Inschriften, Wappen und Porträts geschmückt. An der Westwand befindet sich ein herausragendes Epitaph für den Begründer der Kreppelhofer Linie der Schaffgotsch, Anton, genannt Röppel. Es besteht aus einem lebensgroßen Abbild des Ritters, der auf eine Löwen steht. In der Umrahmung sind Christus, Gott, trompetende Engel und drei Vögel dargestellt. Im Gebälk befindet sich eine auf Lukas 7,13–15 gestützte deutschsprachige Inschrift. Unter dem Sockel mit vier Wappen befindet sich eine weitere Inschrift, die an Matthäus 24,44 anknüpft. In diesem Epitaph ist nicht nur die traditionelle Repräsentation zu erkennen, sondern auch der reformatorische Imperativ der Glaubensmehrung und -verbreitung und die lutherische Heilsgewissheit. 
In der Mitte der Kapelle stehen zwei Tumbengräber für Hans den Älteren und dessen Ehefrau Salome. Die liegenden Figuren haben Löwen zu ihren Füßen. An den Seiten der Tumben befinden sich Flachreliefs mit der Darstellung der Schöpfung der Stammeltern, Gottes Mahnung an sie, den Sündenfall und die Vertreibung aus dem Paradies. Eine ähnliche Form haben die Grabmale für Hans den Jüngeren und dessen Frau Margarethe. Diese Tumben haben an den Seiten eine Darstellung eines unter dem Kruzifix knienden Ehepaars. Die traditionelle Form des Tumbengrabs zeugt vom hohen Rang der Verstorbenen. Ähnliche Grabmale wurden für Angehörige des herzoglichen Hauses gestaltet.